# Harry H. Pratt

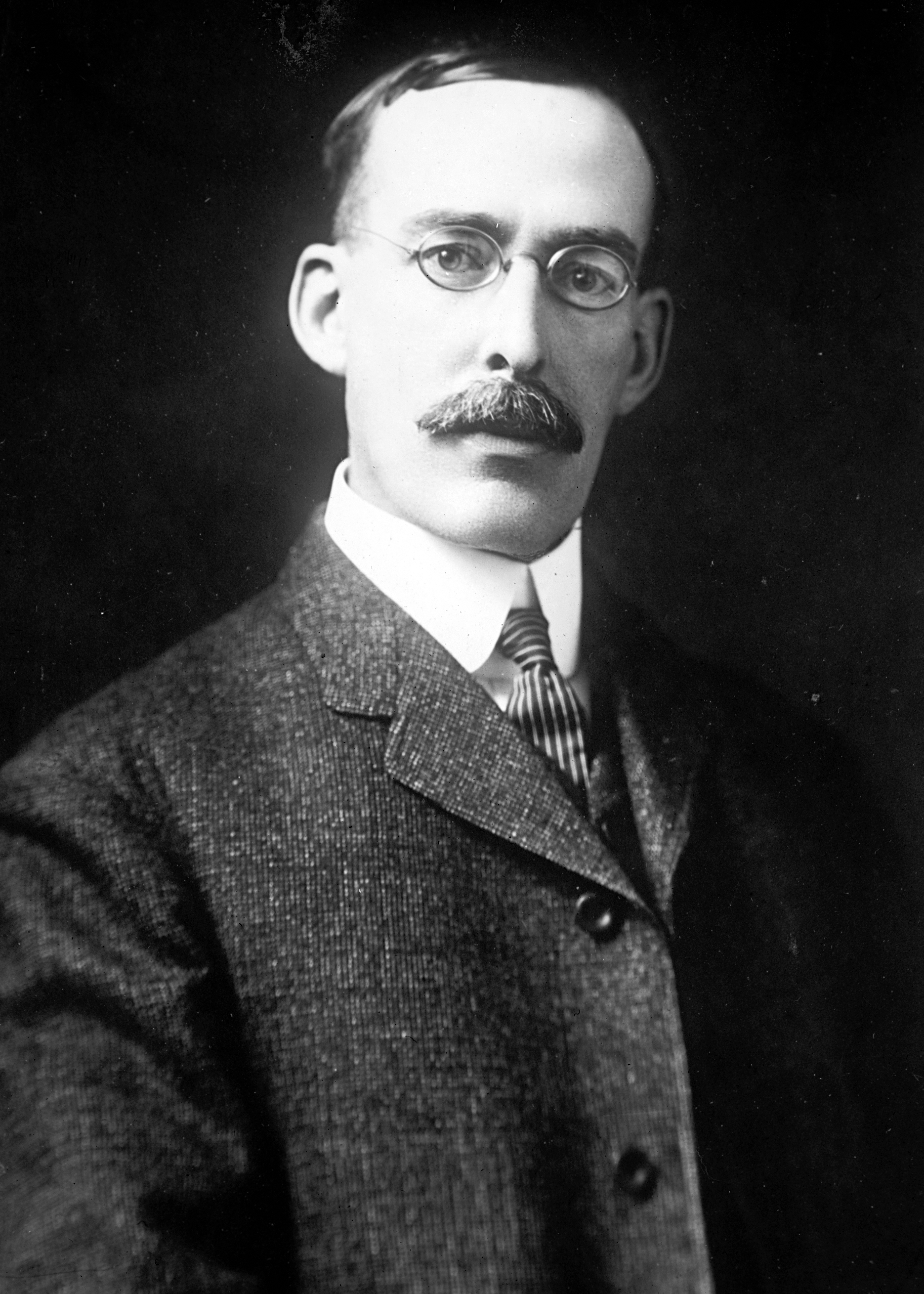
Harry H. Pratt

Harry Hayt Pratt (* 11. November 1864 in Corning, New York; † 13. November 1932 ebenda) war ein US-amerikanischer Politiker. Zwischen 1915 und 1919 vertrat er den Bundesstaat New York im US-Repräsentantenhaus.

## Werdegang
Harry Pratt besuchte die Corning Union School und danach bis 1882 die Corning Free Academy. Danach arbeitete er in der Zeitungsbranche. Von 1882 bis 1891 war er Mitherausgeber der Zeitung Corning Weekly Journal. Zwischen 1891 und 1906 übte er die gleiche Tätigkeit beim Corning Daily Journal aus. Danach war er zwischen 1906 und 1919 Geschäftsführer der Corning Journal Publishing Co. Politisch schloss er sich der Republikanischen Partei an. In den Jahren 1898 und 1899 war er neben seiner journalistischen Tätigkeit auch Bürgermeister der Gemeinde Corning. In den Jahren 1908 und 1910 nahm er als Delegierter an den regionalen Parteitagen der Republikaner im Staat New York teil. Zwischen 1905 und 1914 war er auch Posthalter in Corning.
Bei den Kongresswahlen des Jahres 1914 wurde Pratt im 37. Wahlbezirk von New York in das US-Repräsentantenhaus in Washington, D.C. gewählt, wo er am 4. März 1915 die Nachfolge von Edwin S. Underhill antrat. Nach einer Wiederwahl konnte er bis zum 3. März 1919 zwei Legislaturperioden im Kongress absolvieren. Diese waren von den Ereignissen des Ersten Weltkrieges geprägt.
1918 wurde Harry Pratt von seiner Partei nicht mehr zur Wiederwahl nominiert. Nach seiner Zeit im US-Repräsentantenhaus arbeitete er zwischen 1919 und 1921 für die Öffentlichkeitsabteilung des US-Arbeitsministeriums und des War Risk Insurance Bureau. Von 1923 bis 1928 war er Berater für Öffentlichkeitsarbeit bei der Erie Railroad. Er fungierte auch als Herausgeber (Managing Editor) des Erie Railroad Magazine. Außerdem war er Direktor bei der Corning Free Library und bei der Handelskammer.